# Johannes Otzen

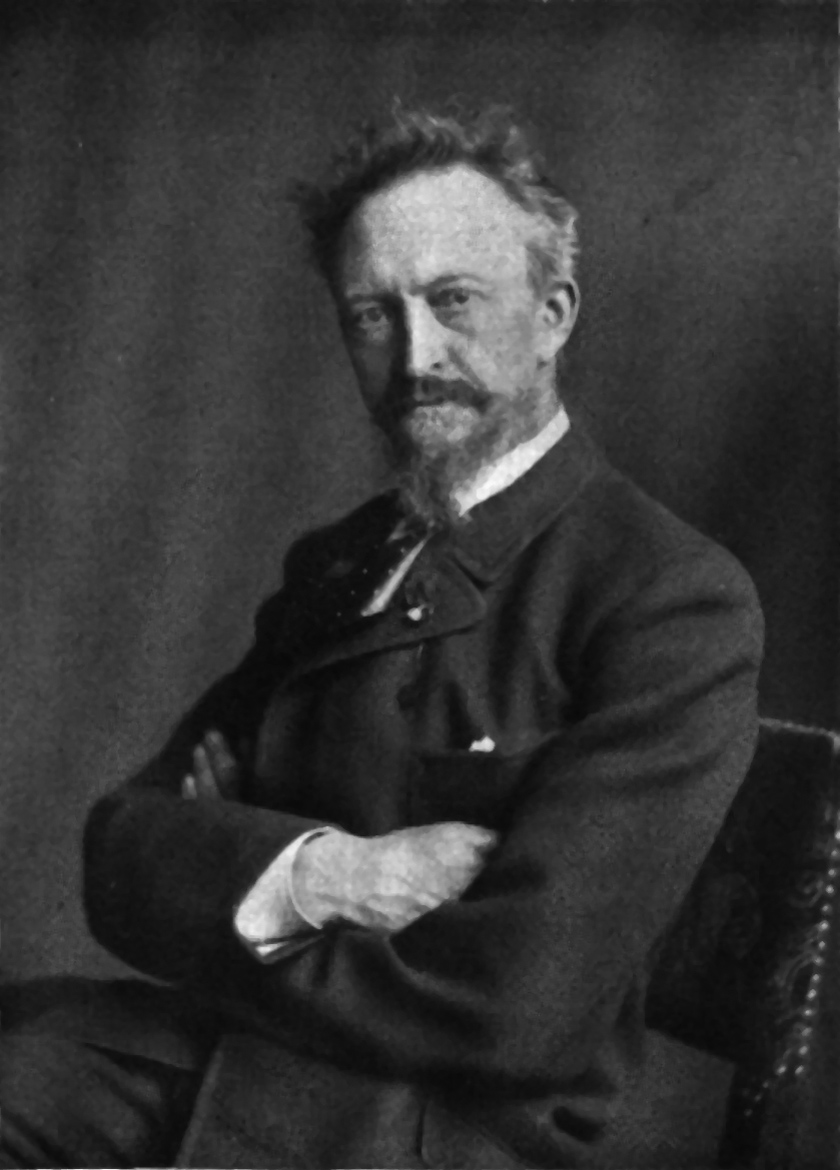
Johannes Otzen

Johannes Otzen (* 8. Oktober 1839 in Sieseby (Herzogtum Schleswig); † 8. Juni 1911 in Grunewald, seit 1920 Ortsteil von Berlin) war ein deutscher Architekt (mit Schwerpunkt im evangelischen Sakralbau), Stadtplaner, Architekturtheoretiker und Hochschullehrer. Er wirkte vor allem in Berlin und anderen Teilen Norddeutschlands. Otzen führte die städtebauliche Gesamtplanung der Berliner Villenkolonie Lichterfelde und des heutigen Ortsteils Friedenau aus.

## Leben
Johannes Otzen war Sohn eines Dorfschullehrers, der auch die Kirchenorgel spielte. Drei Jahre lernte Otzen ein klassisches Bauhandwerk und wurde Zimmermann. Es folgten Studien an der Königlichen Baugewerkschule Nienburg und ab 1859 am Polytechnikum Hannover. Hier schloss er sich der Landsmannschaft Slesvico-Holsatia, dem späteren Corps Slesvico-Holsatia, an. Er war ein Schüler von Conrad Wilhelm Hase, in dessen Atelier er nach Abschluss des Studiums Bauführer wurde. Er wurde nach dem bestandenen zweitem Staatsexamen zum preußischen Regierungsbaumeister (Assessor in der öffentlichen Bauverwaltung) ernannt, als der er ab 1866 in Schleswig-Holstein Dienst tat. In diese Zeit fällt die Entscheidung für Otzens Entwurf bei einem Architektenwettbewerb für den Bau der St.-Johannis-Kirche in Altona, den er auch ausführte. Bis zu seinem Lebensende baute er 22 Kirchen, unter denen die Ringkirche in Wiesbaden zu den wichtigsten gehört.
Ein weiterer Höhepunkt seines Schaffens war die Anlage repräsentativer Villenkolonien. Otzen hatte bereits früh erste Aufträge für den Bauunternehmer und Immobilien-Spekulanten Johann Anton Wilhelm von Carstenn ausgeführt und wurde 1869 Generalbevollmächtigter von dessen Unternehmen. In dieser Zusammenarbeit plante Otzen die städtebauliche Gesamtanlage der seit 1863 von Carstenn in Berlin begonnenen Vorzeige-Villenkolonie Lichterfelde, die sich rasch zu einem großen Erfolg entwickelte und stilprägend für weitere Anlagen wurde. Otzen wurde von Carstenn daraufhin auch mit der Planung von Großanlagen in anderen damaligen Berliner Vororten wie Friedenau betraut, für die er ab 1871 ebenfalls den Bebauungsplan erstellte. 1874 machte Otzen sich selbstständig, ein kleines Vermögen ermöglichte ihm, die Kieler Jakobikirche ohne Honorar zu errichten.
Für die Ausmalung der Kirchen zog Johannes Otzen vor allem Hermann Schmidt aus Hamburg und Otto Berg aus Berlin heran, beide gelegentlich auch für figürliche Malereien, die er aber bevorzugt durch die beiden Düsseldorfer Maler Wilhelm Döringer und Bruno Ehrich ausführen ließ.
Als Gewinner zahlreicher Architektenwettbewerbe wurde Otzen 1878 als Professor an die neu gegründete Technische Hochschule (Berlin-)Charlottenburg berufen. Zu seinen Schülern dort zählte z. B. Fernando Lorenzen. Otzen nahm Johannes Vollmer als seinen Assistenten. Sie hatten sich in Hannover kennenlernt und angefreundet; der jüngere Vollmer war 1869 bis Ende der 1870er Jahre Otzens Mitarbeiter in seiner Baugesellschaft. 1885 wechselte Otzen an die Preußische Akademie der Künste in Berlin, wo er weiterhin in einem Meisteratelier Architekturstudenten ausbildete. Der Architekt Jürgen Kröger, den er 1882 in sein Büro holte, wurde dabei als Mitarbeiter seines Privatbüros unmittelbar in die Ausbildung einbezogen. 1888 wurde Otzen zum Geheimen Regierungsrat ernannt.

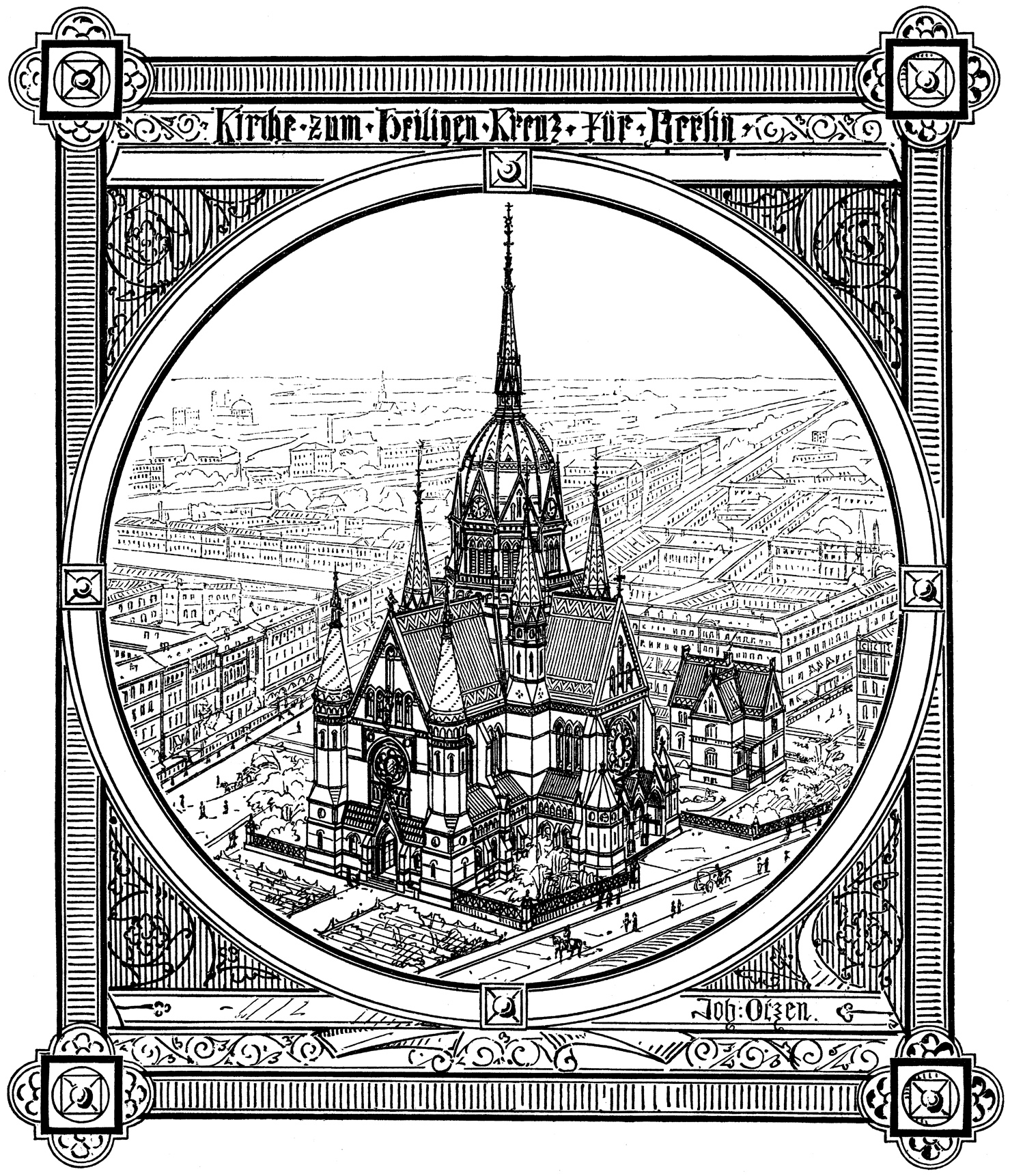
Heilig-Kreuz-Kirche in Berlin-Kreuzberg; Zeichnung von Johannes Otzen

Epochale Bedeutung gewann der Bau der ersten Kirche, die nach dem Wiesbadener Programm des Wiesbadener Pfarrers Emil Veesenmeyer gestaltet wurde. Mit der von 1889 bis 1894 gebauten dritten evangelischen Kirche in Wiesbaden, die später „Ringkirche“ genannt wurde, war das bis dahin geltende Eisenacher Regulativ de facto außer Kraft gesetzt. Damit begann im evangelischen Kirchenbau eine neue Epoche, in der man sich von engen Stilvorschriften löste und die Funktion eines Kirchbaus neu hinterfragte. Einerseits ist das Raumkonzept kompromisslos aus den optischen und akustischen Erfordernissen einer evangelischen Predigtkirche entwickelt. Andererseits blieb Otzen der mittelalterlichen Kirchenbautradition verbunden und verwendete (entsprechend seiner Herkunft als Schüler Conrad Wilhelm Hases) Architekturelemente der Gotik, ging aber historisch sogar noch weiter zurück und kombinierte sie mit Elementen der Romanik, zu seinem typischen „Übergangsstil“ aus Neoromanik und Neogotik.
Mit seinen Kirchenbauten löste sich Otzen in der Folgezeit zwar von traditionellen Vorbildern und folgte einer funktionalen Architektur, blieb aber der mittelalterlichen Formensprache verpflichtet. Obwohl seine Raumkonzepte der barocken Tradition näher standen, als er selbst es zugegeben hätte, lehnte er das Neobarock ab und kritisierte (auf einem Kongress für den Kirchenbau des Protestantismus in Berlin 1894) die „übertriebene Bewunderung der Dresdner Frauenkirche als Ideal des protestantischen Kirchenbaus“. Diese Polemik auf dem Höhepunkt seiner Laufbahn richtete sich gegen seine progressiveren Kollegen wie den Kunsthistoriker Cornelius Gurlitt. Diese propagierten eine Umorientierung weg vom mittelalterlichen hin zum barocken Stil, und zwar aus generellen künstlerischen Erwägungen, also nicht nur auf gottesdienstliche Räume bezogen. Immerhin forderte auch Gurlitt beim Kirchenbau, dass er vor allem dem Gottesdienst zu dienen habe: „Protestantischer Kirchenbau ist in allererster Linie Innenarchitektur.“ Der Autor des Wiesbadener Programms, Emil Veesenmeyer, folgte in dieser Frage Gurlitt und gehörte zu den Bewunderern der Dresdner Frauenkirche.
Als Präsident der Akademie der Künste hielt Otzen am 1. August 1900 in der École nationale supérieure des beaux-arts de Paris einen vor allem in Frankreich viel beachteten Vortrag bei dem Internationalen Architektenkongress, in dem er sich scharf gegen das Stilgemisch des Eklektizismus wandte:

„Eine gesunde logische Konstruktion, basierend auf klarer Erkenntnis aller statischen Vorgänge, muss die Grundlage eines tüchtigen Bauwerks nicht nur sein, sondern auch als solche in die Erscheinung treten.“

Er förderte damit – ohne gerade dies zu wollen – den Jugendstil, in dem in der Folge die meisten Kirchen nach dem Wiesbadener Programm gebaut wurden.

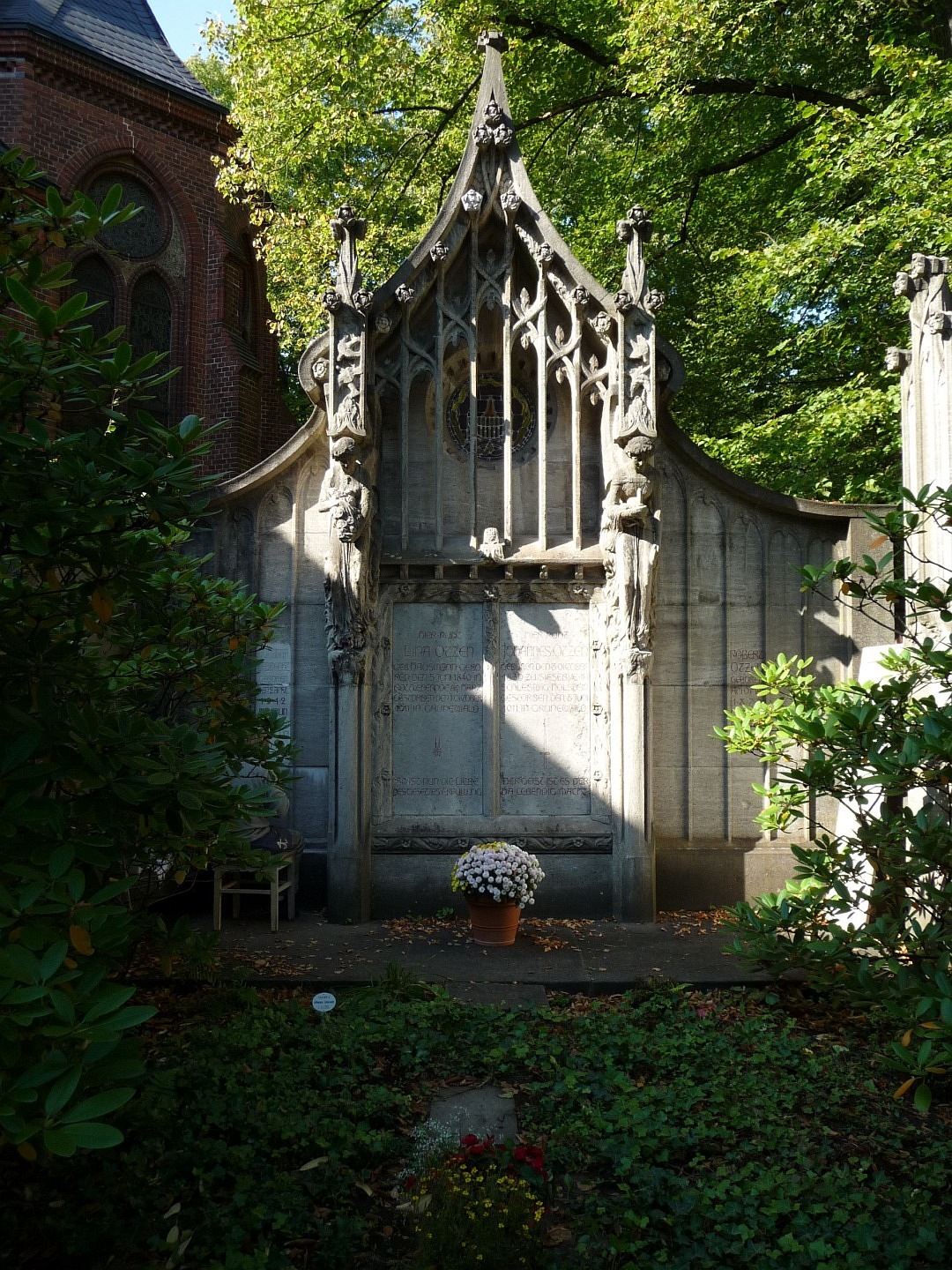
Grabstätte auf dem Neuen Friedhof Wannsee an der Lindenstraße
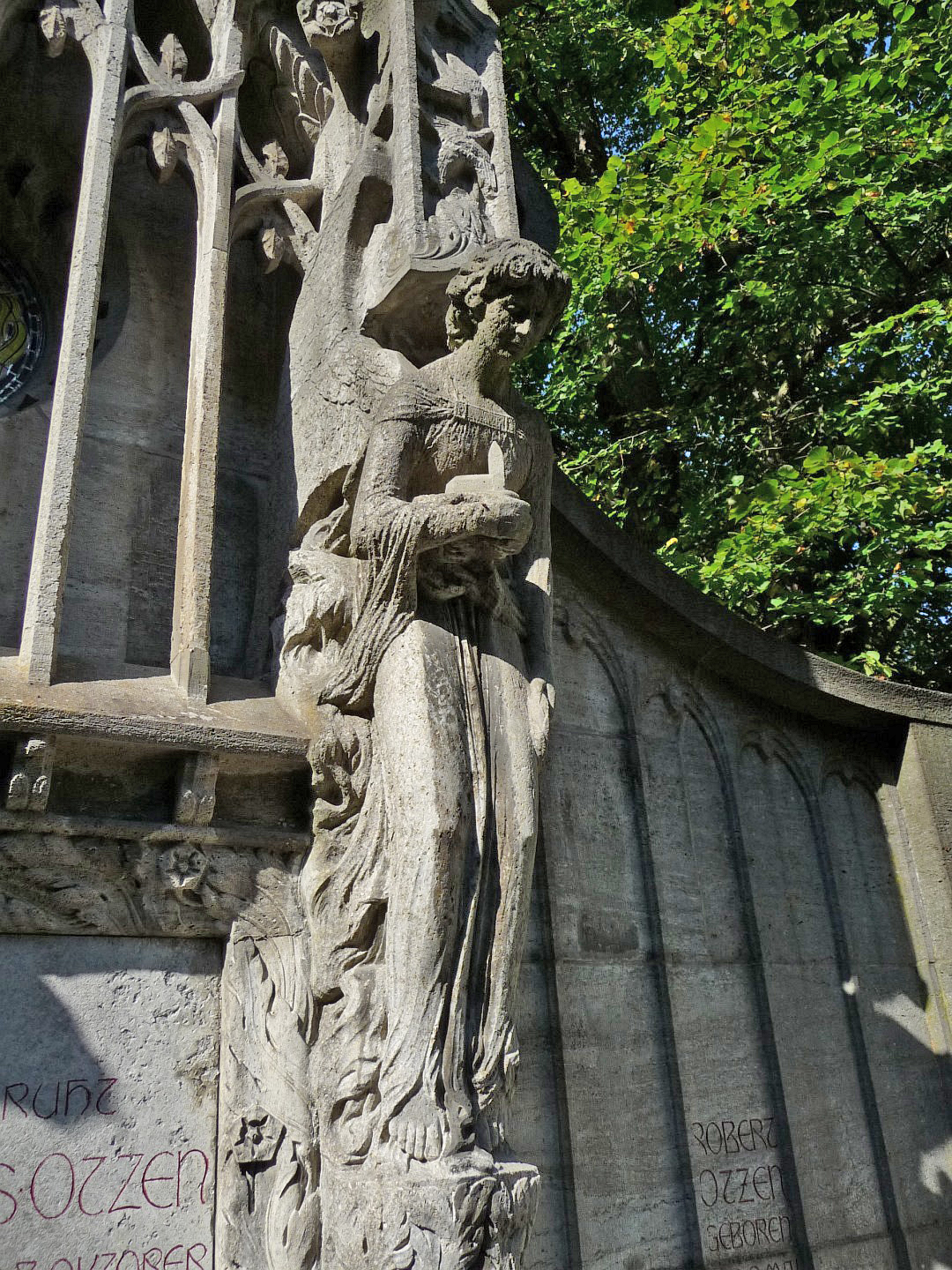
Detail seines Grabmals: Engel mit Kirche
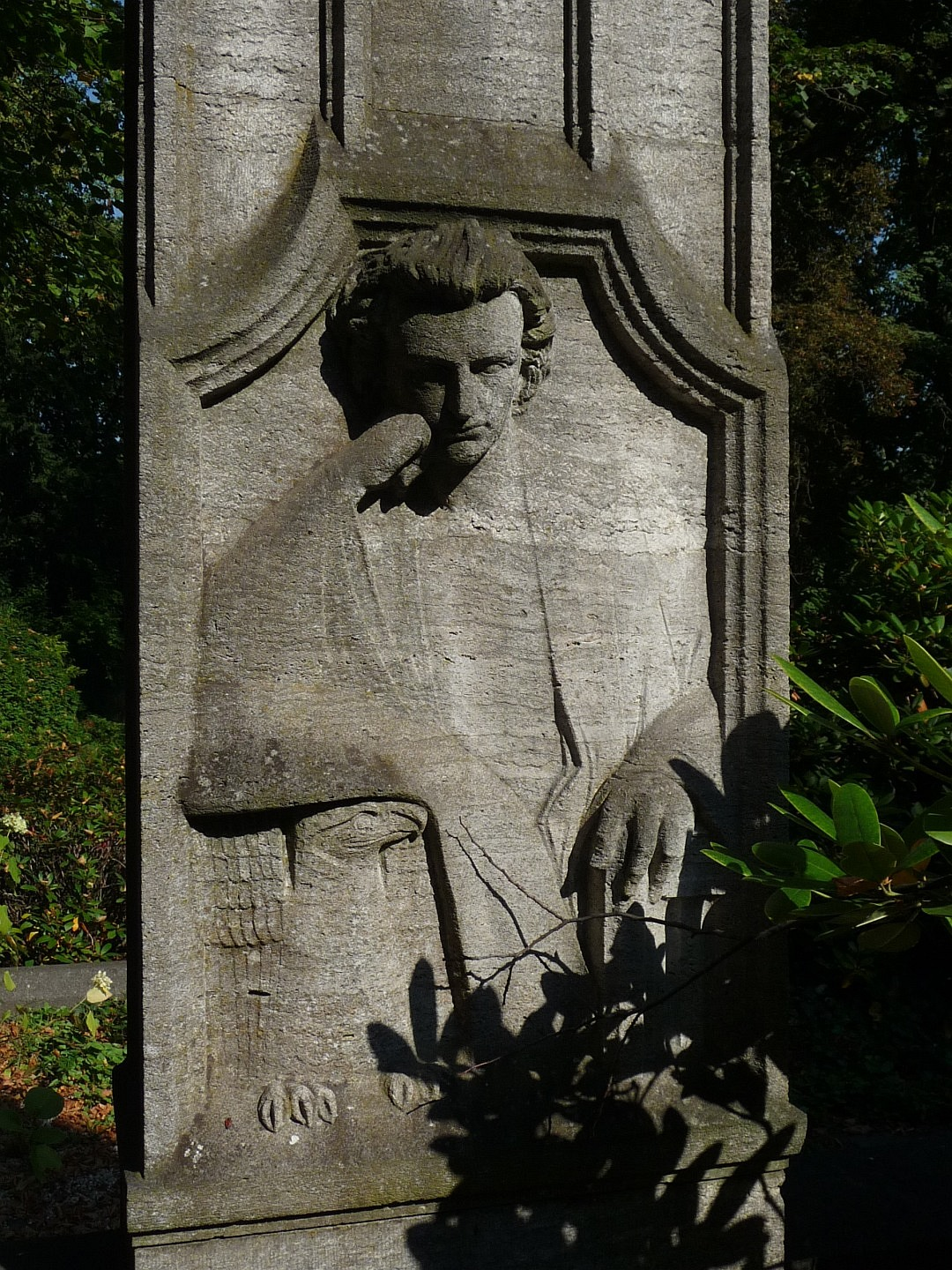
Detail seines Grabmals: Porträtrelief von Johannes Otzen des Bildhauers Curt Stoeving

Am 8. Juni 1911 starb Johannes Otzen in Berlin in seiner Villa in Grunewald, Hagenstraße 39. Er wurde auf dem Neuen Friedhof Wannsee an der Lindenstraße bestattet. Die gesamte Grabstätte hat eine Breite von 5,60 Meter. Das prächtige, neugotische Wandgrab wurde von dem Architekten und Bildhauer Curt Stoeving (1863–1939) entworfen, einem Künstler, der zur Berliner Künstler-Vereinigung Werkring gehörte. Die Ausführung erfolgte vom Hof-Steinmetzmeister Paul Wimmel. Der Grabstein trägt die (Ausführungs-)Signatur C S 1912. Im Zentrum ist ein hoher Giebel mit neogotischen Ornamenten zu sehen, das links und rechts von zwei 1,40 Meter hohen Engeln flankiert ist. Der rechte davon hält das Modell einer Kirche in den Händen. An einem Pfeiler ist das ein Meter hohe Reliefbildnis von Johannes Otzen zu sehen. Die Grabstätte liegt in der Abteilung A.T.-22. Sie war bis 2009 als Ehrengrab der Stadt Berlin gewidmet.
Otzen hatte vier Töchter und einen Sohn, Robert Otzen.

## Ehrungen
- 1894: preußischer Roter Adlerorden 3. Klasse[5]
- 1894: Ritterkreuz I. Abtheilung des Großherzoglich Sächsischen Hausordens der Wachsamkeit oder vom weißen Falken[6]
- 1898: preußischer Kronenorden 2. Klasse[7]
- 1904: preußischer Roter Adlerorden 2. Klasse[8]
- 1907: Stern zum preußischen Kronenorden 2. Klasse[9]
- Ehrenvorsitzender des Unterstützungsvereins für Architekten, Ingenieure und Techniker[10]

In Hamburg-St. Pauli wurde die Straße, die an der von ihm entworfenen Friedenskirche vorbeiführt, Otzenstraße benannt. Weiterhin gibt es in Berlin eine Otzenstraße, die an der Peripherie des von ihm geplanten Ortsteils Friedenau liegt.

## Bauten (Auswahl)

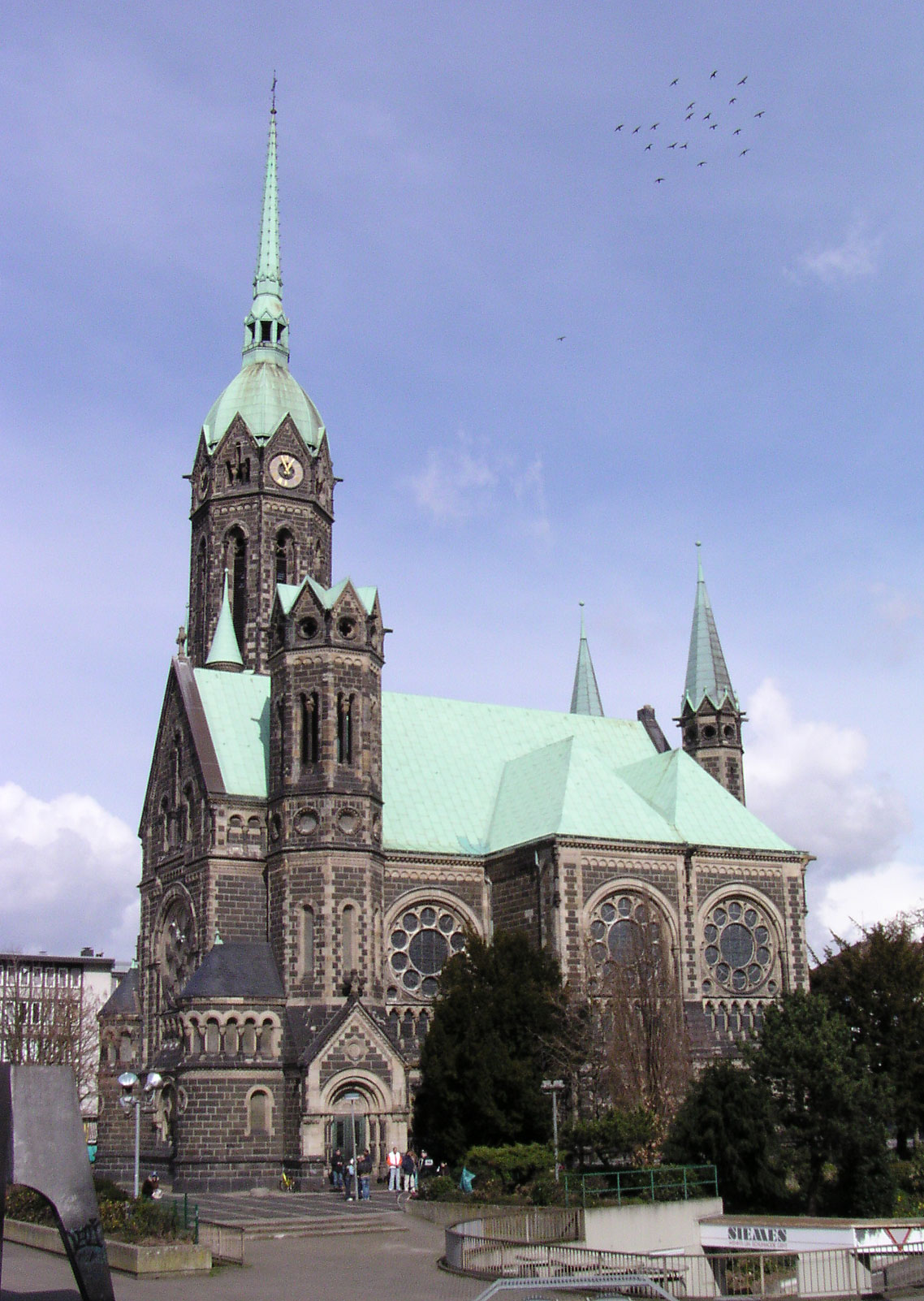
Evangelische Hauptkirche Rheydt

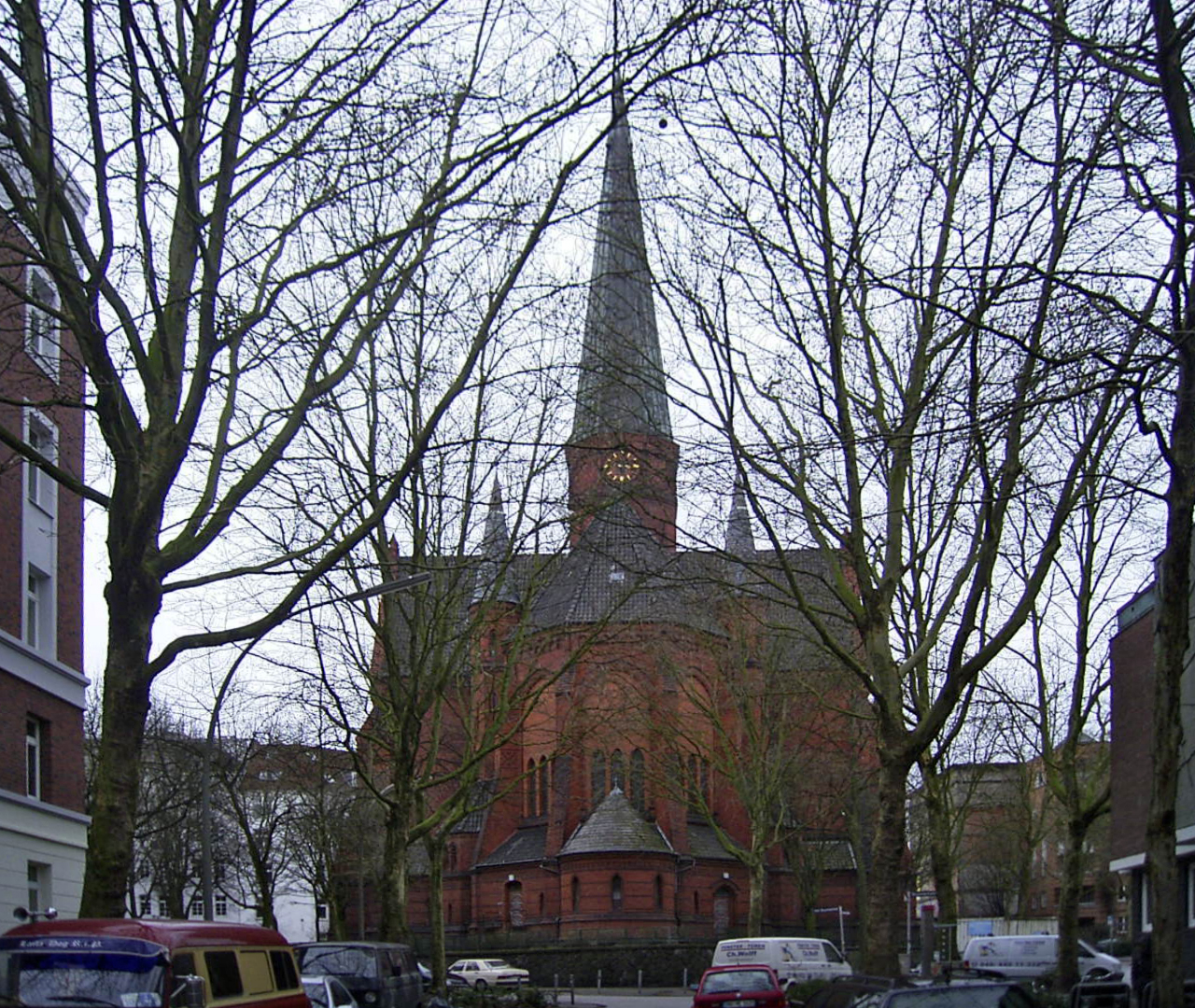
Friedenskirche in Hamburg-St. Pauli

- 1868–1869: Kaufmannshaus Hansen in Flensburg
- 1868–1870: Kaiser-Karl-Schule in Itzehoe
- 1868–1873: St.-Johannis-Kirche in Altona[11]
- 1872–1874: Flora in Charlottenburg, 1904 abgerissen
- 1877: Turm der Nikolaikirche in Flensburg
- 1878–1880: Turm der Marienkirche in Flensburg
- 1879: Bergkirche in Wiesbaden
- 1880: Kreis-Kriegerdenkmal für die Gefallenen der Kriege von 1864, 1866 und 1870/1871 auf der Esplanade in Thorn[12]
- 1881–1882: Postamt in Thorn[12]
- 1882–1883: Sommerhaus der Familie Otzen in Wannsee, Am Sandwerder 9 (mit der teilweise erhaltenen Inneneinrichtung und der Gartenanlage unter Denkmalschutz)
- 1882–1884: Christuskirche in Hamburg-Eimsbüttel[11]
- 1882–1885: St.-Gertrud-Kirche in Hamburg-Uhlenhorst[11]
- 1882–1886: Jakobikirche in Kiel
- 1884: St.-Petri-Kirche in Altona[11]
- 1885: Empfangsgebäude des Bahnhofs in Flensburg (1953 abgerissen)
- 1885: Friedenskirche in Hamburg-Eilbek (mit Johannes Vollmer)[13]
- 1884–1888: Heilig-Kreuz-Kirche in Berlin-Kreuzberg
- 1886–1888: Heilandskirche in Leipzig-Plagwitz
- 1889–1892: Pauluskirche in Dessau
- 1892–1894: Apostelkirche in Ludwigshafen am Rhein
- 1893: Kirche Waldau in Bernburg-Waldau
- 1893–1895: Friedenskirche in Hamburg-St. Pauli[14][11]
- 1894: Evangelisch-reformierte Kirche in der Freiheit in Wetter (Ruhr), Burgstraße 15 (unter Denkmalschutz)
- 1894: Turm der Stadtkirche St. Laurentii in Itzehoe
- 1890–1894: Lutherkirche in Apolda[15]
- 1891–1894: Lutherkirche in Berlin-Schöneberg, Bauleitung durch Otzens Mitarbeiter Moritz Korn
- 1892–1894: Ringkirche in Wiesbaden[16]
- 1894–1896: Turm und Umgestaltung der St.-Laurentius-Kirche in Itzehoe
- 1894–1898: Friedhofskirche in (Wuppertal-)Elberfeld
- 1897: Georgenkirche in Berlin (im Zweiten Weltkrieg schwer beschädigt, 1949 abgerissen)
- 1902: Evangelische Hauptkirche Rheydt[17][18]

## Schriften
- Ausgeführte Bauten von Johannes Otzen. (Mappenwerk, 7 Mappen mit zusammen 160 Tafeln) Ernst Wasmuth, Berlin 1894–1905.